# Evgueni Kartavtsev
Evgueni Epafroditovitch Kartavtsev (Евгений Эпафродитович (Епафродитович) Картавцев), né le 13 décembre 1850 et mort le 30 décembre 1932 à Paris, est un économiste et entrepreneur russe, administrateur de la société par actions des chemins de fer du Nord-Ouest, directeur de la banque foncière des paysans, auteur de notes de voyage (1870-1890), époux de la romancière Maria Krestovskaïa.

## Biographie
En 1894, il acquiert un terrain de 65 hectares à Metsäkylä (Метсякюля), dans le grand-duché de Finlande, près de Saint-Pétersbourg, où il fait construire par Ivan Fomine une grande villa du nom de Marioki (Marie en finnois) pour sa femme, la romancière Maria Krestovskaïa. La villa se trouve à 500 mètres après la rivière Noire, non loin du village de Vammelsuu,. Evgueni Kartavtsev installe dans son bureau un portrait de sa femme par Ilia Répine peint en 1898. Après la mort de sa femme, il fait faire un grand monument funéraire par le sculpteur Vsevolod Lichev. la chapelle funéraire est un grand bloc monolithe de granite avec une statue de bronze de la défunte assise sur la pierre et un petit ourson, son animal fétiche. On peut lire l'inscription: « Au cours de la vie, je ne t'ai pas assez appréciée et chérie, chère Mariouchka, mais après la mort, j'accomplis fidèlement ta volonté, tes commandements et tes désirs. Bien à toi de tout mon cœur, Eugène. » La population locale appelle ce monument, la « sépulture de l'amour ». La statue de Maria Krestovskaïa a disparu aujourd'hui.
Il fait construire à côté en 1914 une petite église dédiée Notre-Dame consolatrice des affligés par Ivan Fomine,.
Après la révolution d'Octobre, il émigre à Paris où il meurt en 1932. Il est enterré au cimetière russe de Sainte-Geneviève-des-Bois.

## Quelques publications
- Russification de la propriété foncière dans le Territoire du Sud-Ouest,Kiev, 1877.
- Voyage aux cent portes de Thèbes (1889), in Le Messager de l'Europe, Saint-Pétersbourg, 1891.
- Au Caire (1889), in Le Messager de l'Europe, Saint-Pétersbourg, 1891.
- Notre législation alimentaire nationale, in Le Messager de l'Europe, Saint-Pétersbourg, 1892.

## Informations complémentaires
Le frère d'Eugène Kartavtsev, Vladimir (1854-1919), membre de la cour de justice de Pétrograd, et sa fille Maria (nièce d'Eugène) sont cités par Alexandra Brustein dans ses livres À l'aube et Printemps, 2e et 3e partie de sa trilogie, La Route mène au loin... («Дорога уходит в даль…»). Il y sont mentionnés comme Vladimir Epafroditovitch Kartsev et Lydia Kartsev.